# みずへび座アルファ星
みずへび座α星（みずへびざアルファせい、α Hyi,α Hydri）は、みずへび座で2番目に明るい3等星の恒星である。
エリダヌス座の明るい恒星アケルナルの南西にあり、容易に見つけることができる。
この恒星は黄白色の準巨星である。アルタイルと似たX線を放出している。空間速度成分は、[U, V, W] = [-14, -14, -2] km/sである。

## 名称
中国では、レチクル座β星とともに蛇首というアステリズムを形成し、この恒星自体は蛇首一と呼ばれる。
非公式に”Head of Hydrus”と呼ばれることもある。